# Opius hirtus
Opius hirtus är en stekelart som beskrevs av Fischer 1963. Opius hirtus ingår i släktet Opius och familjen bracksteklar. Inga underarter finns listade i Catalogue of Life.